# Штейко Олександр Борисович
Олекса́ндр Бори́сович Штейко́ (14 лютого 1971, с. Балки, Барський район, Вінницька область, Українська РСР — 26 квітня 2017, смт Верхньоторецьке, Ясинуватський район, Донецька область, Україна) — старший сержант Збройних сил України, учасник російсько-української війни, позивний «Батарейка».

## Біографія
Народився 1971 року в селі Балки на Вінниччині. З 1986 року навчався у Войнашівській середній школі, яку закінчив у 1988 році. Після школи проходив військову службу у військово-морському флоті СРСР в м. Хабаровськ. Після закінчення служби навчався у торговельному технікумі. По тому тривалий час працював у Барському райавтодорі. Мешкав у місті Бар.
У зв'язку з російською збройною агресією проти України в серпні 2014 року добровольцем пішов на фронт, воював у складі 72-ї бригади в районі Старогнатівки, Волновахи. У 2015 році отримав контузію очей, втратив зір майже на 70%, і повернувся додому для лікування та реабілітації. 29 вересня 2016 підписав контракт на військову службу. Спершу був прикомандирований до 80-ї бригади, потім перевівся у рідну 72-гу.
Старший сержант, командир бойової машини — командир відділення 72-ї окремої механізованої бригади, в/ч А2167, м. Біла Церква.
Загинув 26 квітня 2017 року під час обстрілу від смертельного вогнепального поранення у груди, на бойовому посту поблизу смт Верхньоторецьке — с. Троїцьке Ясинуватського району Донецької області.
Похований 29 квітня на кладовищі рідного села Балки.
Залишилася мати, Лідія Гвоздецька.

## Нагороди та вшанування
- Указом Президента України № 318/2017 від 11 жовтня 2017 року, за особисту мужність і самовіддані дії, виявлені у захисті державного суверенітету та територіальної цілісності України, зразкове виконання військового обов'язку, нагороджений орденом «За мужність» II ступеня (посмертно)[7].
- Указом Президента України № 511/2016 від 19 листопада 2016 року, за особисту мужність, виявлену у захисті державного суверенітету та територіальної цілісності України, самовіддане виконання військового обов'язку, нагороджений орденом «За мужність» III ступеня[8].

## Вшанування
26 квітня 2018 року в селі Войнашівка Барського району, на фасаді Войнашівської ЗОШ І-ІІІ ступенів, відкрили меморіальну дошку полеглому на війні випускнику школи Олександру Штейку.